# Laurent Bel
Laurent Bel (Neuilly-sur-Seine, 25 gennaio 1966) è un ex schermidore francese, vincitore di una medaglia d'oro, una d'argento e due di bronzo ai campionati mondiali di scherma.

## Palmarès
In carriera ha conseguito i seguenti risultati:
- Mondiali di scherma

Denver 1989: bronzo nel fioretto a squadre.
Budapest 1991: bronzo nel fioretto a squadre.
Città del Capo 1997: oro nel fioretto a squadre.
La Chaux de Fonds 1998: argento nel fioretto a squadre.
- Europei di scherma

Lisbona 1992: bronzo nel fioretto individuale.
Bolzano 1999: argento nel fioretto a squadre.